# Studio Vandersteen

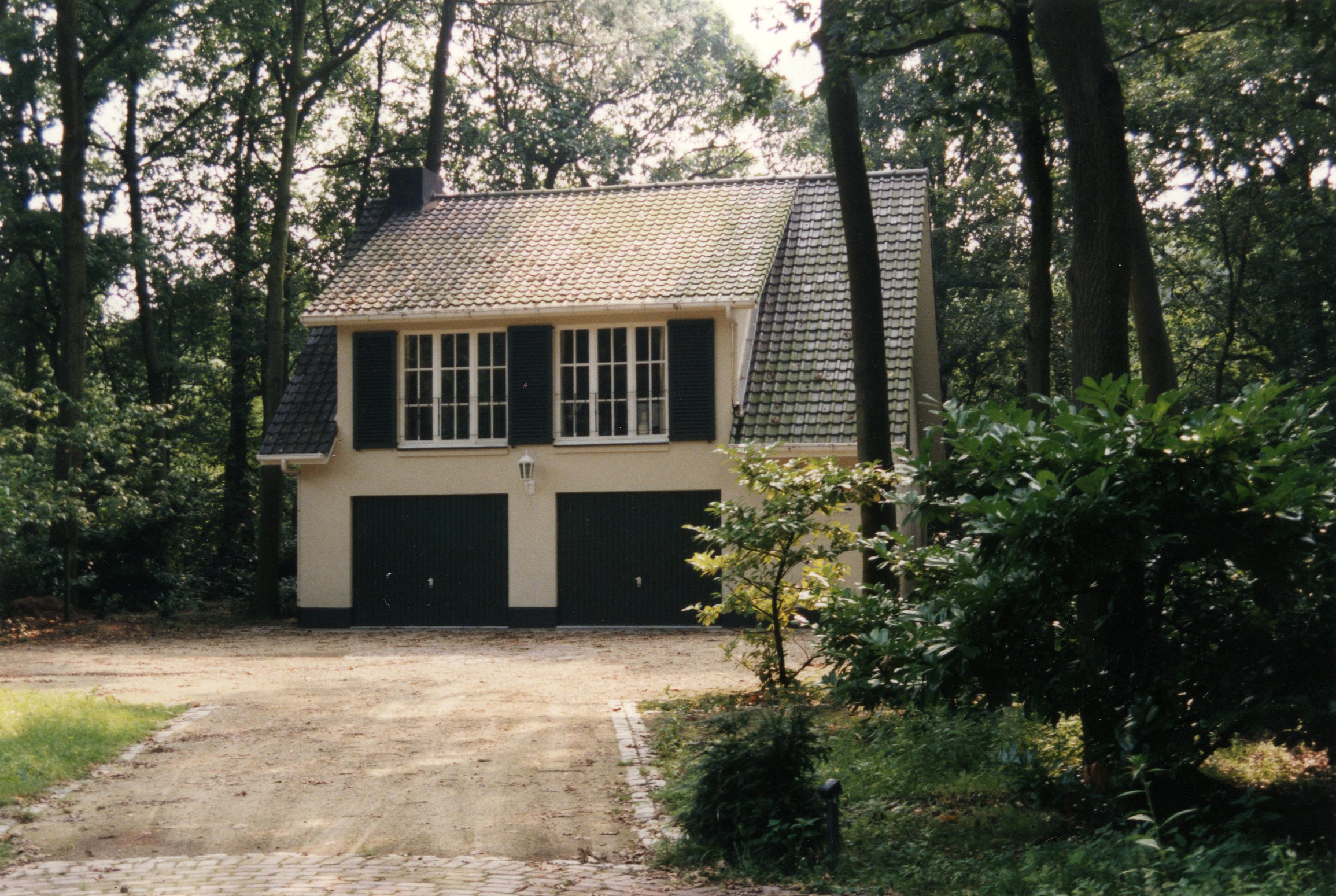
Studio Vandersteen anno 1995

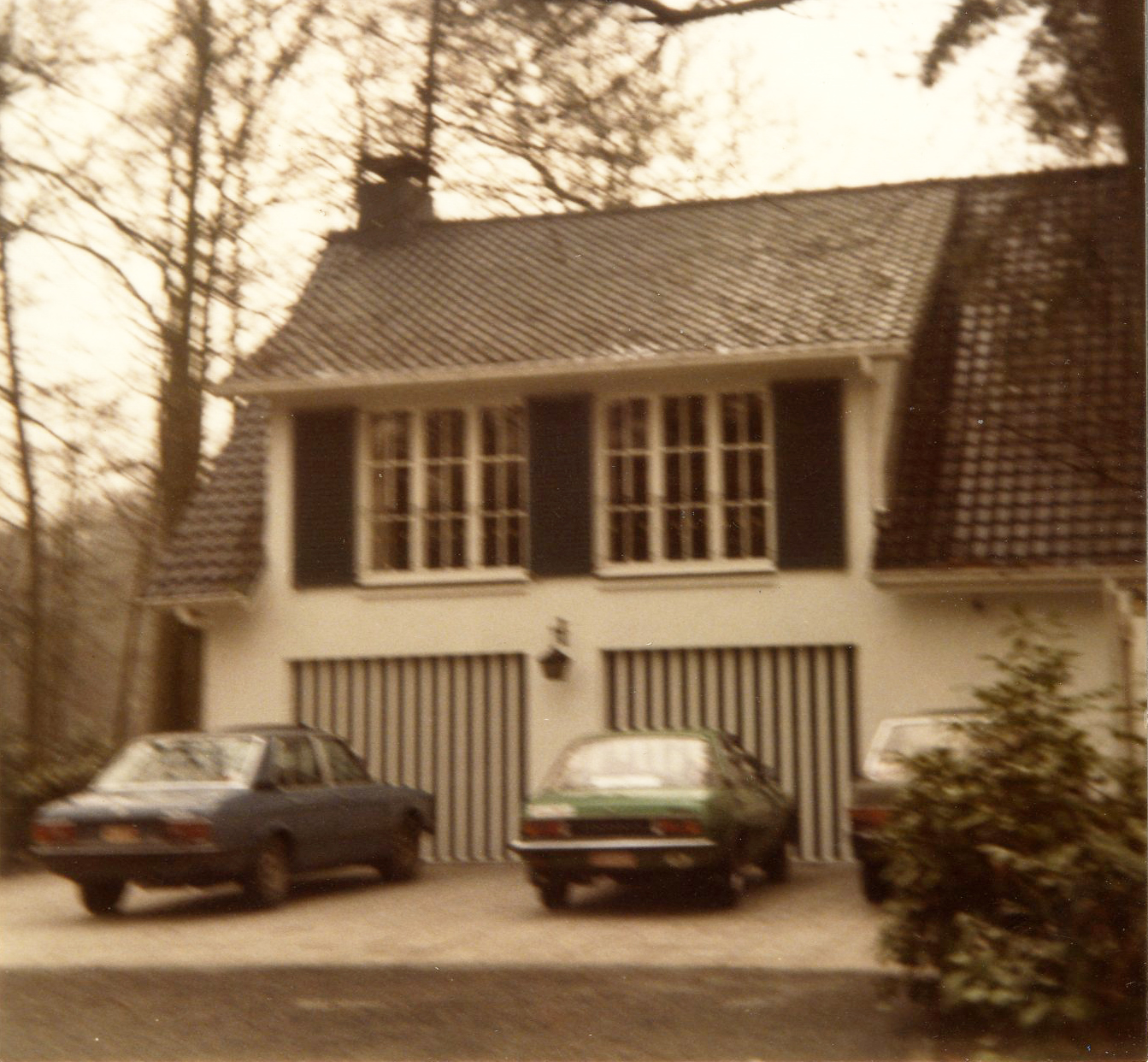
Studio Vandersteen anno 1985

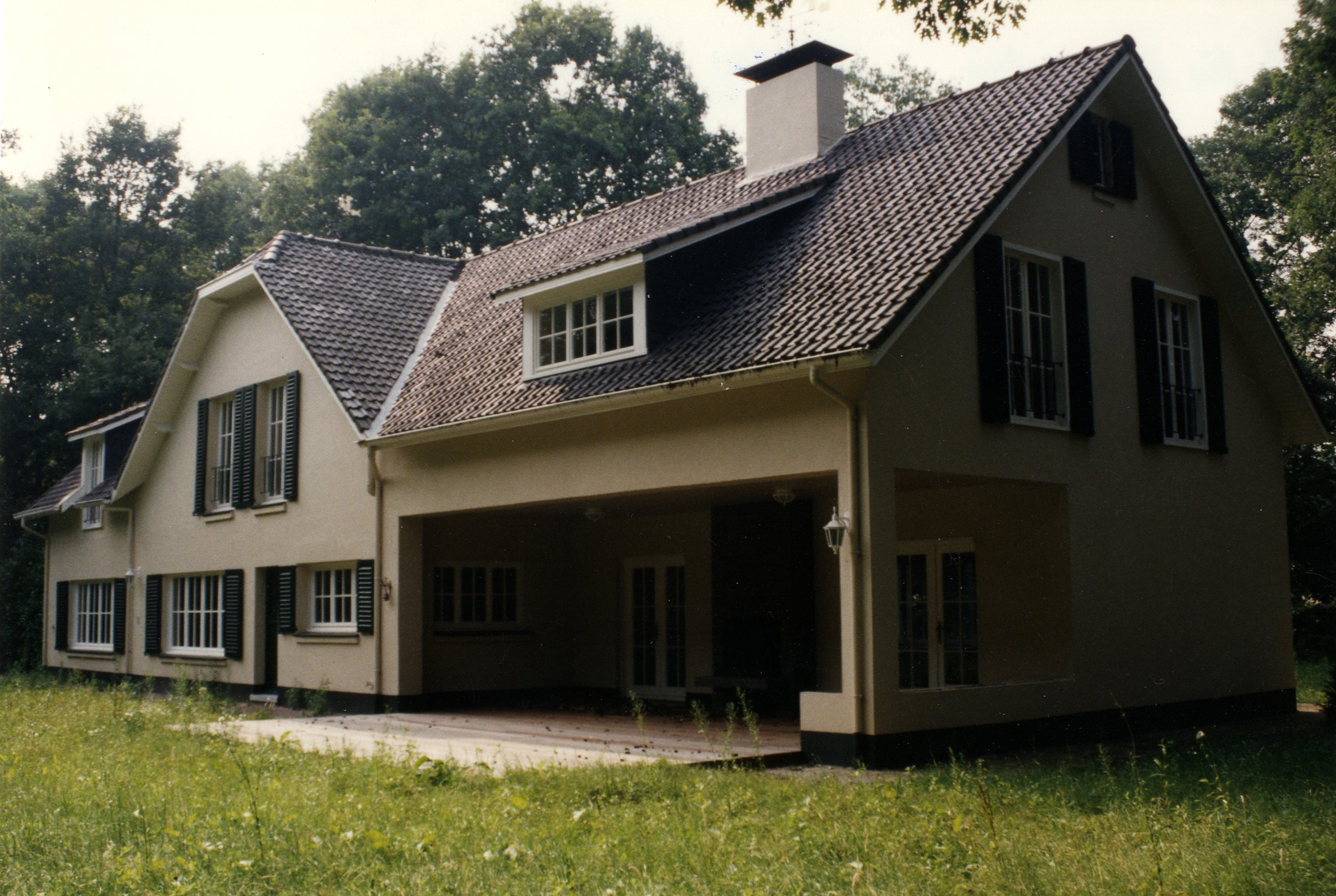
Achtergevel villa Willy Vandersteen (1995)voor de komst van het kindermuseum. Tegenwoordig bevindt de tekenstudio zich op de eerste verdieping.

Studio Vandersteen is een tekenstudio die door Willy Vandersteen werd opgericht om het groeiend aantal medewerkers aan zijn stripcreaties in onder te brengen, gelegen in Heide-Kalmthout.

## Geschiedenis
Vanaf het begin van zijn carrière werd Vandersteen omringd door mensen die hem ondersteunden bij het uitwerken van zijn strips. Zijn vrouw assisteerde bijvoorbeeld met het inkten van zijn tekeningen. François Joseph Herman was in 1949 een van de eerste medewerkers en verzorgde vanaf De mottenvanger het inkten van de Suske en Wiske-verhalen.
Na verloop van tijd kwamen er meer medewerkers bij, zoals Karel Verschuere en Karel Boumans, die meewerkten aan diverse stripreeksen zoals Suske en Wiske, De grappen van Lambik, Bessy, De Rode Ridder en Karl May. In 1959 richtte Vandersteen de Studio Vandersteen op, waar al snel meerdere medewerkers aan verschillende stripcreaties werkten. Nieuwe reeksen werden gelanceerd, zoals Jerom, Biggles en Safari.
In het begin hield Vandersteen zich vooral bezig met de scenario's en het tekenwerk, terwijl hij het uitwerken aan zijn medewerkers overliet. Na verloop van tijd kregen de meest getalenteerde tekenaars meer invloed op een reeks en werden soms zelfs de hoofdauteur. Hierdoor kon Vandersteen zich richten op het bedenken van nieuwe reeksen, zoals Robert en Bertrand, Pats/Tits en De Geuzen. Ondertussen kreeg Karel Biddeloo de strip De Rode Ridder onder zijn hoede en Paul Geerts nam de bekendste reeks, Suske en Wiske, voor zijn rekening.
Tegenwoordig is het Suske en Wiske-Kindermuseum ernaast gevestigd.

## Reeksen
| Reeks                                | Albums | Jaren                      |
| ------------------------------------ | ------ | -------------------------- |
| Suske en Wiske                       | 453    | 1945-                      |
| De Rode Ridder                       | 265    | 1959-                      |
| Bessy                                | 164    | 1954-1985                  |
| Robert en Bertrand                   | 98     | 1973-1998                  |
| Karl May                             | 87     | 1962-1985                  |
| Jerom                                | 95     | 1962-1982                  |
| De wonderbare reizen van Jerom       | 36     | 1982-1991                  |
| Tits                                 | 28     | 1979-1986                  |
| Suske en Wiske Junior                | 27     | 2002-2015                  |
| Safari                               | 24     | 1970-1974                  |
| Bessy Natuurkommando                 | 23     | 1985-1992                  |
| Biggles                              | 21     | 1965-1969, 1998            |
| De familie Snoek                     | 18     | 1946-1954, 1966-1969       |
| De Geuzen                            | 10     | 1985-1990                  |
| De grappen van Lambik (oude reeks)   | 7      | 1955-1960, 1962            |
| De grappen van Lambik (nieuwe reeks) | 7      | 2004-2006                  |
| 't Prinske                           | 6      | 1978, 1980, 1994-1997      |
| Schanulleke (stripreeks)             | 6      | 1986-1987, 1990, 1992-1993 |
| Amoras (stripreeks)                  | 6      | 2013-2015                  |
| De Kronieken van Amoras              | 5      | 2017-                      |
| J.ROM - Force of Gold                | 5      | 2014-2016                  |
| Piwo het houten paard                | 3      | 1943-1944, 1946            |
| De lustige zwervers                  | 3      | 1958-1960                  |
| Tijl Uilenspiegel                    | 2      | 1951, 1953                 |

## Medewerkers
Hieronder volgt een lijst van medewerkers die in dienst zijn of waren van de Studio, of die meegewerkt hebben aan verhalen van de Studio.
- François Joseph Herman (1949-1952?), inkter
- Karel Verschuere (jaren '50), tekenaar en scenarist van Bessy, medewerker aan verhalen van De Rode Ridder, Karl May en Suske en Wiske
- Karel Boumans (1952-1959), tekenaar, medewerker aan Suske en Wiske en De avonturen van Lambik
- Eduard De Rop (1959-1983), tekenaar en inkter, medewerker aan verhalen van De Rode Ridder en Suske en Wiske
- Frank Sels (?-1966), tekenaar en inkter, medewerker aan verhalen van De Rode Ridder
- Eugeen Goossens (1965-1990), medewerker aan verhalen van Bessy, De familie Snoek, Jerom, Karl May, De Rode Ridder en Suske en Wiske
- Daniël Jansens (1967-1973), scenarist voor Bessy
- Paul Geerts (1968-2002), hoofdtekenaar en scenarist van Suske en Wiske (1973-2002)
- Karel Biddeloo (1968-2004), hoofdtekenaar en scenarist van De Rode Ridder (1969-2004)
- Jeff Broeckx, tekenaar voor Bessy Natuurkommando en Junior Suske en Wiske
- Robert Merhottein (Merho) (1970-1976), medewerker aan verhalen van Jerom en Pats
- Ron Van Riet (1970-1992), tekenaar voor Bessy (1970-1984) en Robert en Bertrand (1984-1992)
- Eric De Rop (1970-2015), inkter
- Hilde Costermans (1966-1976)
- Rita Bernaers (1971-2006), inkleurster van Suske en Wiske (feitelijk in dienst van Standaard Uitgeverij)
- Walter Laureysens (Walterell), striptekenaar
- Jacky Pals (jaren '70), scenarist, medewerker aan verhalen van Bessy en Jerom
- Liliane Govers (1980-2002), administratie en correspondentie, letteraar en inkter van Suske en Wiske
- Marc Verhaegen (1988-2005), hoofdtekenaar en scenarist van Suske en Wiske (2002-2005)
- Erik Meynen (2001-?), scenarist van Suske en Wiske
- Walter Van Gasse (2002-2006), tekenaar van Suske en Wiske
- Tom Wilequet (2002-), office manager, dtp-opmaak
- Bruno De Roover (2003-?), tekenaar/scenarist van Suske en Wiske
- Peter Quirijnen (2003-2013), uitwerken achtergronden van Suske en Wiske
- Peter Van Gucht (2003-), hoofdscenarist van Suske en Wiske (2005-)
- Luc Morjaeu (2005-), hoofdtekenaar van Suske en Wiske (2005-)
- Charel Cambré (2005-2007), tekenaar van Suske en Wiske
- Martin Lodewijk (2005-2016), hoofdscenarist van De Rode Ridder, maakt geen deel uit van Studio Vandersteen (2005-2016)
- Claus Scholz (2005-2016), hoofdtekenaar van De Rode Ridder, maakt geen deel uit van Studio Vandersteen (2005-2016); in de jaren 80 werkte hij mee aan de Duitse Bessy-verhalen en Karl May
- Dirk Stallaert (2006-?), tekenaar van Suske en Wiske
- Isabelle Van Laerhoven (2006-?), inkleurster van Suske en Wiske
- Sabine De Meyer (2006-), inkleurster van De grappen van Lambik en van Suske en Wiske
- Patrick van Lierde, tekenaar
- Christian Verhaeghe (2013-), uitwerken achtergronden van Suske en Wiske
- Wout Schoonis (2007-), uitwerken en inkten van Suske en Wiske
- Thijs Wessels (2019-), inkten van Suske en Wiske